# Fields of Gold
«Fields of Gold» (с англ. — «Золотые поля») — песня британского рок-музыканта Стинга, четвёртый сингл из его альбома Ten Summoner's Tales. Как и все остальные песни альбома, «Fields of Gold» были записан в студии Lake House, графство Уилтшир, смикширован в The Townhouse Studio, Лондон, и сведён в студии Masterdisk, Нью-Йорк. Соло на губной гармонике было исполнено Бренданом Пауэром, а на нортумберлендской свирели играет Кэтрин Тикелл. Клип был снят режиссёром Кевином Годли.
Сингл добрался до 16-й строчки в UK Singles Chart и 23-го места в Billboard Hot 100, лучший результат — 2-е место в Hot Adult Contemporary Tracks. Кроме этого, песня стала хитом во многих странах, включая Ирландию, Германию, Нидерланды и Швейцарию и другие.
«Fields of Gold» была включена в первый сборник альбома Стинга — Fields of Gold: The Best of Sting 1984–1994. Также, песня попала в более позднюю компиляцию певца — The Very Best of Sting & The Police. В 2006 году «Fields of Gold» была перезаписана Стингом в качестве бонуса для альбома Songs from the Labyrinth — в этой версии струнная партия была сыграна на лютне. Студийный вариант песни стал одной из визитных карточек Стинга, наряду с композицией «Fragile».

## Список композиций
- Компакт-диск (Великобритания)[1]

1. «Fields of Gold»
2. «King of Pain» — Live
3. «Fragile» — Live
4. «Purple Haze» — Live

- Компакт-диск, ограниченное издание (Великобритания)[1]

1. «Fields of Gold»
2. «Message in a Bottle» — Live
3. «Fortress Around Your Heart» — Live
4. «Roxanne» — Live

## Хит-парады
| Год  | Сингл            | Высшая позиция | Высшая позиция | Высшая позиция | Высшая позиция | Высшая позиция | Высшая позиция | Высшая позиция | Высшая позиция | Высшая позиция | Высшая позиция | Высшая позиция | Альбом               |
| Год  | Сингл            | US             | US AC          | US Adult       | US Rock        | US Mod         | UK             | FRA            | GER            | IRE            | NET            | SWI            | Альбом               |
| ---- | ---------------- | -------------- | -------------- | -------------- | -------------- | -------------- | -------------- | -------------- | -------------- | -------------- | -------------- | -------------- | -------------------- |
| 1993 | «Fields of Gold» | 23             | 2              | —              | 24             | 12             | 16             | —              | 52             | 22             | 44             | 25             | Ten Summoner's Tales |